# Raoul Ubac
Raoul Ubac, Rudolf Gustav Maria Ernst Ubach (Malmedy o Colonia, Regno di Prussia, 31 agosto 1910 – Dieudonné, 24 marzo 1985), è stato un fotografo, pittore, incisore e scultore belga afferente alla Scuola di Parigi.
Molte opere di Ubac sono esposte in diversi musei in Francia e in Europa. Nel 2010 la comunità artistica ha celebrato il centesimo anniversario della sua nascita.

## Biografia
Raoul Ubac trascorse la prima infanzia in Prussia, fra Colonia e Francoforte. Nel 1919 la sua famiglia si trasferì a Malmedy, cittadina presso le Hautes Fagnes in Belgio, dove i parenti della madre, Alice Lang, gestivano una conceria di cuoio da generazioni. Il padre, Ernst Ubach, era stato nominato giudice di pace. Con l'integrazione in Belgio della regione di Malmedy, annessa alla Prussia nel 1815, in seguito al trattato di Versailles del 1919 Raoul Ubac ottenne la nazionalità belga.
Studiò presso l'istituto secondario di istruzione pubblica di Malmedy fino al 1928, anno in cui fece il primo viaggio a Parigi. Tornato in Belgio nel 1929 per terminare gli studi secondari, ricevette clandestinamente da un docente il primo Manifesto surrealista.

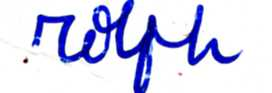
La firma che Ubac utilizzava per gli amici

Tornò a Parigi nel 1930, dove i suoi genitori gli avevano consigliato di iscriversi alla Sorbona; a Parigi dove strinse amicizia con i surrealisti, frequentò gli atelier di Montparnasse, conobbe Camille Bryen, Otto Freundlich e soprattutto André Breton. Fece numerosi viaggi a piedi attraverso l'Europa, in Italia, Svizzera ed Austria. In Dalmazia creò degli "assemblage di pietre trovate" che poi fotografò. Otto Freundlich gli consigliò quindi di andare a Colonia per iscriversi alla Scuola di arti applicate, grazie alla quale Ubac perfezionò il disegno e la fotografia, sperimentando procedimenti quali la solarizzazione, di cui rese pubblici i risultati a Parigi nel 1933. A Colonia incontrò Agathe Schmidt, detta Agui, la giovane tedesca che sposerà a Ixelles nel 1939.
In collaborazione con Camille Bryen e con lo pseudonimo di Raoul Michelet nel 1934 pubblicò una raccolta di poesie e di fotografie. Sempre con Bryen sistemò gli "oggetti nei posti più impensabili", appese ai muri "poesie e immagini" e partecipò alle attività dei surrealisti. Frequentò Hans Bellmer, Victor Brauner, Benjamin Péret e Raoul Hausmann. Nell'ottobre del 1935, ancora utilizzando lo pseudonimo di Raoul Michelet, partecipò alla prima esposizione surrealista belga a La Louvière, organizzata dal gruppo Rupture.

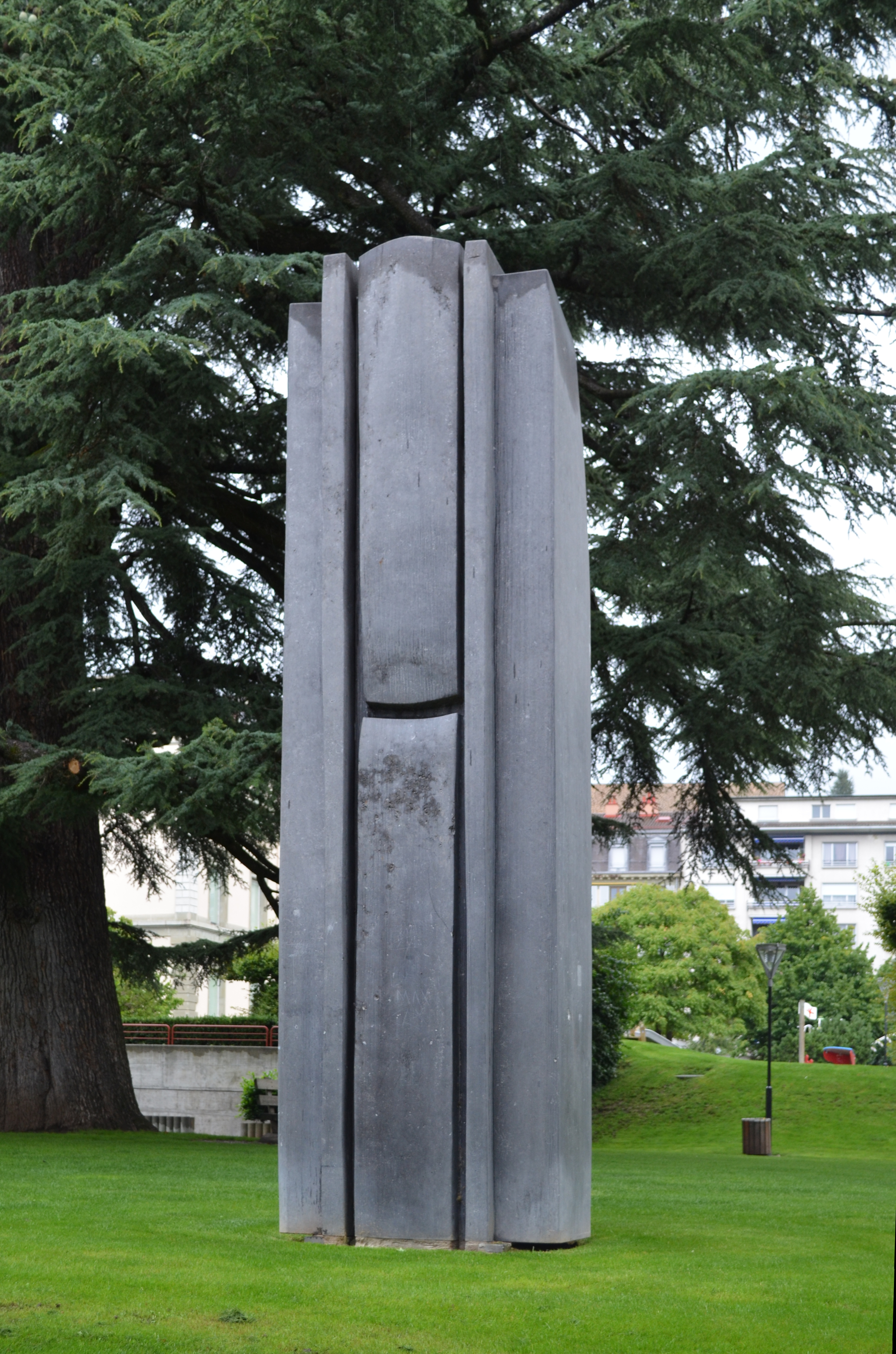
Stele eretta in omaggio a Raoul Ubac, dono della Fondation pour les Arts et Lettres alla città di Vevey, 1997

Dal 1936 Ubac iniziò una serie di fotografie sul Combat de Penthésilée, la lotta fra la regina delle Amazzoni e Achille, per le quali utilizzò la combinazione di diverse tecniche. Fu precursore del cosiddetto heatage, in seguito sviluppato da David Hare, tecnica che consisteva nel riscaldare il negativo non ancora sviluppato, provocando l'increspatura e la distorsione dell'immagine. Talvolta si avvalse di modelle: Agui e Marthe, la moglie di Paul Nougé, che posavano per lui. Alcune foto vennero pubblicate sulla rivista Minotaure, come ad esempio Agui dans le miroir au tain endommagé, del 1938. Studiò anche i metodi di incisione presso l'atelier di Stanley Hayter e strinse amicizia con il poeta Roger Gilbert-Lecomte.
In occasione dell'Esposizione internazionale surrealista del gennaio 1938 presso la Galerie des Beaux-Arts di Parigi, André Breton gli chiese di fotografare i manichini esposti. Contestualmente presentò anche due fotomontaggi, La Chambre e La Rue derrière la gare, che Breton elogiò sulla rivista Minotaure.
Nel 1940 Raoul Ubac fondò insieme a René Magritte la rivista L'Invention collective, di cui furono pubblicati soltanto due numeri. Alla redazione parteciparono André Breton, Achille Chavée, Fernand Dumont, Marcel Lefrancq, Irène Hamoir, Marcel Lecomte, Marcel Marien e Louis Scutenaire; alcune foto di Ubac vennero pubblicate in entrambi i numeri.
All'inizio della seconda guerra mondiale Raoul e Agui Ubac, insieme ai coniugi Magritte, a Scutenaire ed a Irène Hamoir, lasciarono Bruxelles, e passando per Parigi raggiunsero Carcassonne, la città di Joë Bousquet. Nel 1941 Raoul Ubac tornò a Bruxelles per un'esposizione di fotografie, del cui catalogo Paul Nougé curò la presentazione. La galleria venne chiusa per ordine degli occupanti nazisti.

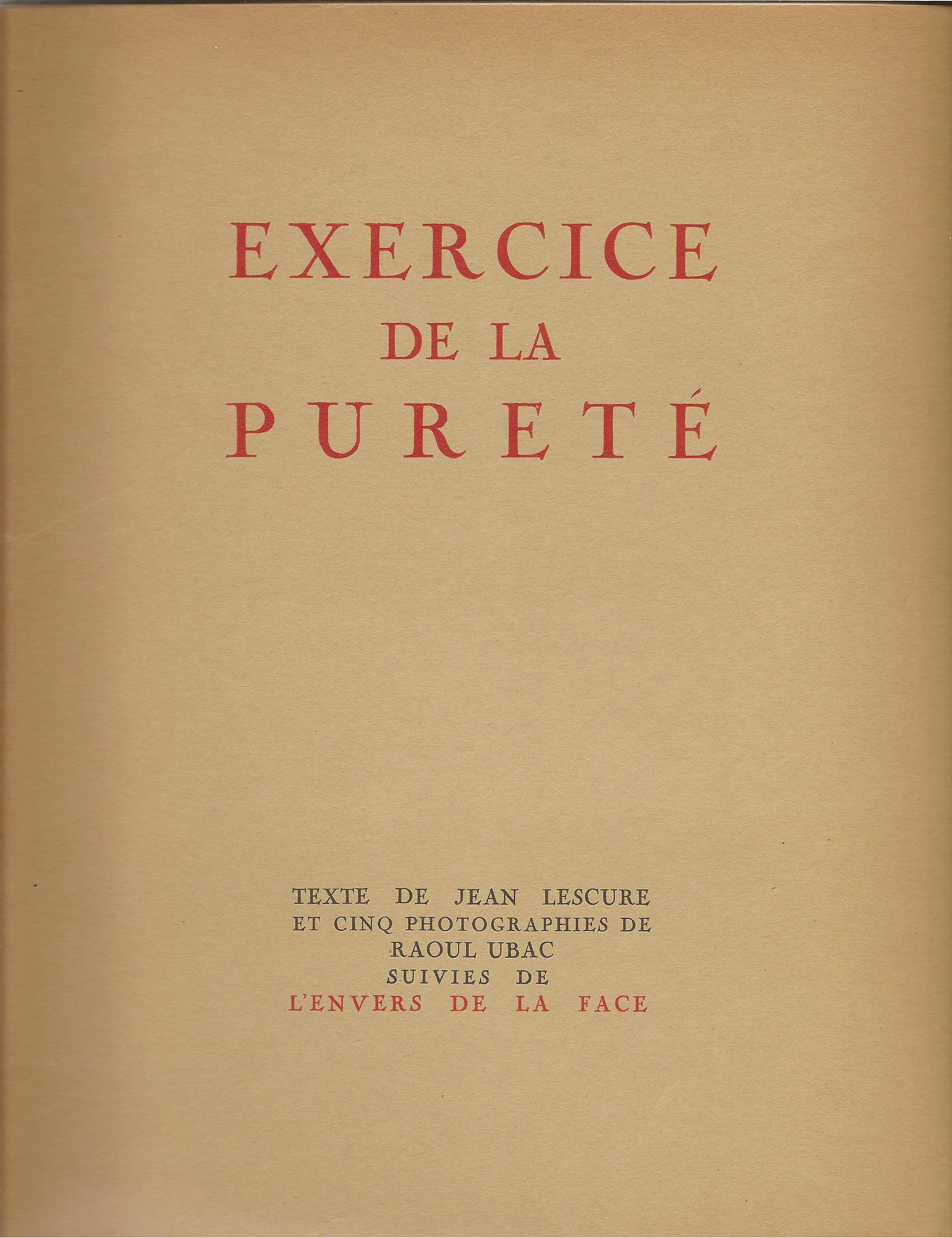
Exercice de la pureté, testo di Jean Lescure, illustrato da Ubac con 5 fotografie, 1942

Ubac collaborò attivamente alla rivista Messages, dopo aver fatto la conoscenza del poeta Jean Lescure che la dirigeva. In quell'ambiente incontrò Paul Éluard, Raymond Queneau e André Frénaud. Nel 1942 illustrò Exercice de la pureté di Jean Lescure con cinque fotografie: Nébuleuse, Les Corps, La Face pétrifiée, L'Envers de la face e Exercice de la pureté. Dopo la guerra abbandonò la fotografia, e la guerra stessa lo allontanò un po' alla volta dal surrealismo, malgrado continuasse a collaborare alle attività del gruppo neosurrealista La Main à plume fino al 1943.
Dal 1939 iniziò a dedicarsi al disegno a penna degli "oggetti più semplici", come bicchieri, frutta, pane, coltelli posati su di una tavola. Espose i disegni nel 1943 presso la libreria parigina di Francis Dasté, con una prefazione in catalogo di Jean Lescure. Nel 1946 si dedicò all'incisione di un blocco di ardesia che aveva trovato in Alta Savoia; creò anche una serie di lavori a guazzo intitolati Têtes. Jean Lescure gli aveva presentato Bazaine ed il gruppo di artisti non figurativi, le cui ricerche su forme e colori lo invogliarono a dedicarsi alla pittura con la serie dei Personnages couchés.
Nel 1948 illustrò la copertina di Voir, raccolta di Paul Éluard, che gli dedicò una delle poesie Dal 1951 la galleria Aimé Maeght iniziò ad esporre regolarmente le opere a guazzo e le tele di Ubac, con cataloghi presentati di volta in volta da André Frénaud, Georges Limbour, Claude Esteban o Yves Bonnefoy. Ubac continuò a lavorare l'ardesia, talvolta inserendone dei frammenti nei quadri.
Nel 1958 acquistò una casa a Dieudonné che trasformò in studio per pittura e scultura. Nel 1968 venne presentata una retrospettiva della sua opera a Bruxelles e presso il Museo di arte moderna di Parigi. Nel 1973 gli venne conferito il gran premio nazionale delle arti.
Raoul Ubac realizzò anche diverse vetrate, oltre a rilievi, decorazioni murali e bozzetti di arazzi per edifici pubblici e privati. Illustrò con disegni, incisioni e litografie una trentina di libri; fu inoltre l'autore della copertina della rivista Argile pubblicata presso Maeght dal 1973 al 1981.
Nel 1980 la posta francese emise un francobollo che riproduceva una delle sue creazioni. Un'opera di Ubac (Sans titre, 1947) venne esposta in occasione della mostra L'envolée lyrique, Paris 1945-1956 presso il Musée du Luxembourg nel 2006.

## Alcune opere

### Ardesie
- 1955: lapide per la cappella funeraria della Contessa di Chambure
- 1957: rilievo e mosaico in ardesia per il nuovo centro di ristoro di Évian-les-Bains, progettato dall'architetto Maurice Novarina
- 1964: sentiero della Croce per la cappella Saint-Bernard della Fondazione Maeght a Saint-Paul-de-Vence
- 1967-1968: altorilievo per un albergo a Parigi
- 1968: caminetto per un'abitazione parigina
- 1969: decorazione di una facciata a Saint-Cyr-l'École
- 1976-1977: decorazioni per una scuola di Nancy-Est, progettata dall'architetto Jacques André.

### Vetrate
- 1958-1959: nuova chiesa di Ézy-sur-Eure, progettata dall'architetto Maurice Novarina
- 1961: chiesa di Varengeville-sur-Mer, in collaborazione con Georges Braque
- 1964: nuova chiesa dei Cappuccini a Boulogne-sur-Mer
- 1967: cappella Saint-Bernard della Fondazione Maeght a Saint-Paul-de-Vence
- 1969: Maison de la culture di Reims
- 1970: cappella Sainte-Roseline a Les Arcs
- 1977-1983: Cattedrale di Nevers.

### Mosaici
- 1958: impianto di trattamento delle acque di Évian-les-Bains
- 1968: nuova scuola militare di Saint-Cyr
- 1969: Facoltà di Scienze di Orsay (architetto Christian Berger)
- 1970: Facoltà di Scienze di Reims (architetti Beauclair, Depondt e Lods)
- 1973: nuova Università di Lilla-Est (architetto Pierre Vago)

### Arazzi
- 1968: nuovo municipio di Grenoble (architetto Maurice Novarina)
- 1968-1969: atelier di Beauvais, Manifattura dei Gobelins
- 1969: nuovo Palazzo di Giustizia di Lilla (architetto Jean Willerval)
- 1970: galerie Maeght di Parigi
- 1973: scuola María Casarès di Avignone (architetti Jouven e Phelouzat)
- 1974: Facoltà di Farmacia di Châtenay-Malabry (architetto J.C. Dondel)
- 1983: municipio di Martigues (architetto Jacques Quinet)

### Illustrazioni di libri
- Exercice de la pureté, testo di Jean Lescure, 5 fotografie seguite da L'Envers de la face: testo di Raoul Ubac; rivista Messages, Parigi, 1942.
- La Lampe tempête, poesie di Lucien Scheler, 5 disegni, Éditions de Minuit, collana L'Honneur des poètes, Parigi, 1946.
- Voir, poesie di Paul Éluard, copertina, Éditions des Trois Collines, Losanna, 1948.
- Les Falaises de Taormina, poesie di Jean Lescure, 6 tavole, Rougerie Éditeur, Limoges, 1949.
- Énorme figure de la déesse Raison, poesie di André Frénaud, 1 litografia, H.C., Parigi, 1950.
- Pauvres petits enfants, poesie di André Frénaud, un'incisione su legno, PAB, Alès, 1957.
- Le Château et la quête du poème, testo di André Frénaud, un'incisione su legno, PAB, Alès, 1957.
- Pierre écrite, poesie di'Yves Bonnefoy, 10 ardesie incise riportate su pietra litografica, Maeght Éditeur, Parigi, 1958.
- Die Herberge im Heiligtum. L'Auberge dans le sanctuaire, scelta di poesie di André Frénaud tradotte in tedesco da Paul Pörtner, 6 incisioni colorate su legno, Parnass, Wuppertal, 1959.
- Pour l'office des morts, poesie di André Frénaud, tre incisioni su legno, PAB, Alès, 1961.
- Noires compagnes de mes murs, poesie di Jean Lescure, con 8 disegni (Chastel, Coulot, Fiorini, Gischia, Lapicque, Prassinos, Ubac, Villeri), Florentin Mouret, Avignone, 1961.
- Doctrines et maximes di Epicuro, 48 illustrazioni, Éditions Hermann, Parigi, 1965.
- Lisières du devenir, poesie di Lucien Scheler, 7 acqueforti, Éditions Jean Hugues, Parigi, 1966.
- La poésie française et le principe d'identité, testo di Yves Bonnefoy, 2 acqueforti, Maeght Éditeur, Parigi, 1966.
- Vieux pays, suivi de Campagne, poesie di André Frénaud, 13 acqueforti, Maeght Éditeur, Parigi, 1967.
- Le trou de serrure di Robert Crégut, incisioni e illustrazioni, Le Soleil Noir, 1967.
- Proximité du murmure, poesie di Jacques Dupin, 7 acqueforti, Maeght Éditeur, Parigi, 1970.
- Logis de terre, poesie di Pierre Lecuire, 6 stampe, Pierre Lecuire Éditeur, Parigi, 1970.
- Mines de rien, petits délires, poesie di André Frénaud, 11 incisioni, Gaston Puel, Veilhes.
- L'herbe déracinée, poesie di Bruno de Montalivet, 4 acqueforti, Maeght Éditeur, 1975.
- Pierres réfléchies, testo di Roger Caillois, 14 acqueforti, Maeght Éditeur, Parigi, 1975.
- À travers la durée, poesie di Jean-Claude Schneider illustrate, Fata Morgana, Montpellier, 1975.
- November, scelta di poesie di André Frénaud tradotte in inglese da John Montague, una stampa, The Golden Stone, Cork, 1977.
- Veilleurs aux confins, testo di Claude Esteban, un'acquaforte, Fata Morgana, Montpellier, 1978.
- Comme un sol plus obscur, poesie di Claude Esteban, 14 stampe di ardesie incise, Galanis, Parigi, 1979.
- Comme d’habitude, testo autografo di Louis Scutenaire, seguito da Pour une chronologie di Michel-Georges Bernard, Éditions de l'Orycte, Parigi, 1979.
- Alentour de la montagne, poesie di André Frénaud, 13 stampe, Galanis, Parigi, 1980.
- Construire en marguerite, poesie di André Frénaud, una stampa, rilegatura di Monique Mathieu, H.C., Parigi, 1981.